# ستژلتسه (استان اوپوله)
ستژلتسه (به لهستانی: Strzelce) یک منطقهٔ مسکونی در لهستان است که در گمینا دوماشوویتسه واقع شده‌است.